# Mandzissani
Mandzissani är en ort i Komorerna.   Den ligger i distriktet Grande Comore, i den västra delen av landet, 25 km sydost om huvudstaden Moroni. Mandzissani ligger 31 meter över havet och antalet invånare är 497. Den ligger på ön Grande Comore.
Terrängen runt Mandzissani är varierad. Havet är nära Mandzissani åt sydväst.  Närmaste större samhälle är Dembéni, 1,1 km norr om Mandzissani. 